# Burmaplatte

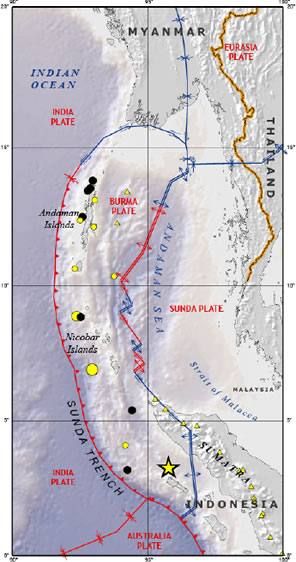
Die Burma-Platte

Die Burmaplatte ist eine kleinere tektonische Platte, die zwischen der Indischen Platte im Westen und der Sundaplatte im Osten liegt. Im Norden grenzt sie an die Eurasische Platte, im Süden an die Australische Platte. Durch die Auswirkungen der Subduktion der Indischen Platte unter die Burmaplatte und unter die Sundaplatte entstanden das Seebeben im Indischen Ozean 2004 und das Seebeben vor Sumatra 2005.